# The Barron Knights
The Barron Knights is een Britse popgroep, opgericht in Leighton Buzzard, Bedfordshire in 1959 als The Knights of the Round Table. De groep is het bekendst door zijn medleys van parodieën op liedjes van andere artiesten.
De groep treedt ook vandaag de dag nog op in het cabaretcircuit, waar hij zich van het begin af aan goed thuis heeft gevoeld.

## Samenstelling
De groep ging van start met:
- Duke D'Mond (echte naam: Richard Edward Palmer), zang
- Barron Anthony (echte naam: Anthony John Osmond), gitaar en zang
- Butch Baker (echte naam: Leslie John Baker), gitaar en zang
- Peter (‘Pete’) Langford, basgitaar en zang
- Dave Ballinger (echte naam: David Alan Ballinger), drums

De huidige samenstelling is:
- Pete Langford, gitaar en zang
- Len Crawley, keyboard en zang
- Micky Groome, basgitaar en zang
- Dave Wilkes, drums

Van de oorspronkelijke groep is dus alleen Pete Langford nog over. Butch Baker is in januari 2007 vertrokken. De oorspronkelijke zanger Duke D'Mond overleed in april 2009.

## Carrière
The Barron Knights begonnen onder de naam The Knights of the Round Table. Omdat die naam aan de lange kant was en dus niet groot op een affiche kon, kozen ze al spoedig een kortere naam. Oorspronkelijk speelden ze competente, maar weinig opmerkelijke coverversies van liedjes als It Was a Very Good Year, Big Girls Don't Cry en Duke of Earl. In 1961 was Bill Wyman, later van The Rolling Stones, onder hun publiek bij een concert in Aylesbury. Hij was zo onder de indruk van de elektrische basgitaar van Pete Langford, dat hij dacht: Dat wil ik ook! Net als The Beatles en vele andere groepen uit die tijd traden The Barron Knights ook op in Hamburg.
In 1963 nodigde Brian Epstein de groep uit om op te treden in het voorprogramma van The Beatles bij een van hun kerstshows in Finsbury Park in Londen. Het jaar daarop toerde de groep eerst met The Beatles en later in het jaar met The Rolling Stones.
In dat jaar, 1964, kreeg de groep een idee. Ze namen stukjes van Needles and Pins van The Searchers, You Were Made for Me van Freddie & the Dreamers, I Wanna Be Your Man van The Rolling Stones, Diane van The Bachelors, Bits and Pieces van The Dave Clark Five en Twist and Shout van The Beatles en verzonnen daar nieuwe teksten bij. Daarbij stelden ze zich voor hoe de betrokkenen zouden reageren als ze plotseling onder de wapenen zouden worden geroepen. Het resultaat was Call Up the Groups. Dat de dienstplicht in Groot-Brittannië in 1960 was afgeschaft en The Bachelors Ieren waren, mocht de pret niet drukken.
Het refrein van You Were Made for Me is bijvoorbeeld:
You were made for me (you were made for me).
Everybody tells me so.
You were made for me (you were made for me),
Tell me then that you don't know.
Dat werd:
I could never be (I could never be)
A corporal in the cavalry.
Please don't pick on me (please don't pick on me).
I am only five foot three.
De groep deed zijn best om alles zo authentiek mogelijk te laten klinken. Voor Boots and Blisters, de parodie op Bits and Pieces, leende drummer Dave Ballinger zelfs het originele drumstel van Dave Clark. De plaat haalde de derde plaats in de UK Singles Chart. In Nederland was de plaat hun enige hitje en bereikte hij nummer 34.
In 1965 volgden nog twee medleys in dezelfde stijl: Pop Go the Workers, waarin een paar popartiesten weer een baan moeten zien te vinden als de verkoop van hun platen inzakt, en Merry Gentle Pops, waarin popsterren samen kerstfeest vieren. De platen haalden de vijfde, respectievelijk de negende plaats.
In Pop Go the Workers imiteerden The Barron Knights achtereenvolgens The Rolling Stones, The Supremes (Duke D'Mond kon goed falsetto zingen), The Bachelors, Sandie Shaw (die aan de grond zit en zich zelfs geen schoenen kan veroorloven), Val Doonican (die opslag gaat vragen op de melodie van Walk Tall) en The Beatles. In Merry Gentle Pops treedt onder andere Donovan op als Santa Claus, maakt Marianne Faithfull de kerstpudding klaar, laten The Hollies het vlees op de barbecue aanbranden en leveren The Ivy League daarbij deskundig commentaar.
In hetzelfde jaar stonden The Barron Knights 26 weken achter elkaar in het London Palladium in een show met Ken Dodd.
In 1966 brachten The Barron Knights Under New Management uit, waarin popartiesten de regering van Groot-Brittannië overnemen. Nu werden ook Amerikaanse artiesten geïmiteerd: The Lovin' Spoonful, The Beach Boys en Napoleon XIV, die vertelt hoe de popartiesten op het eind worden weggestemd: They’re coming to take us away. Deze plaat haalde de vijftiende plaats in de UK Singles Chart.
De volgende jaren werd de groep nog steeds veel gevraagd voor optredens, maar de hits bleven uit. Ze schnabbelden ook. In 1967 wonnen ze een prijs met een tv-reclamespot voor Smarties. Toen Barron Anthony in 1971 ziek werd, trad Rick Huxley van The Dave Clark Five, die in het voorgaande jaar ontbonden was, een tijdlang op als invaller. In 1974 toerden The Barron Knights door Zuid-Afrika met Petula Clark.
In 1977 was de groep ineens weer helemaal terug met een nieuwe medley van nummers die toen populair waren, Live in Trouble. De plaat bereikte de zevende plaats in de UK Singles Chart. Een van de geparodieerde nummers was Angelo van Brotherhood of Man.
In 1978 kreeg de groep zijn grootste hit met A Taste of Aggro, met parodieën op Rivers of Babylon van Boney M., 't Smurfenlied van Pierre Kartner en Matchstalk Men and Matchstalk Cats and Dogs van Brian and Michael. A Taste of Aggro bereikte de derde plaats.
Het jaar daarop kregen The Barron Knights hun enige hitje in de Verenigde Staten (een zeventigste plaats in de Billboard Hot 100): The Topical Song, een parodie op The Logical Song van Supertramp, met een tekst over de oliecrisis van 1979.
Ook daarna kwam de groep nog een paar maal terug in de hitparade. In 1980 bijvoorbeeld met The Sit Song, met een komische tekst over Barbara Woodhouse, een hondentrainer die in Engeland een bekende tv-persoonlijkheid was. Hun kersthit van dat jaar, Never Mind the Presents, bevat onder andere een parodie op Another Brick in the Wall (part two) van Pink Floyd.
In de jaren tachtig en negentig toerde de groep onder andere in de Verenigde Staten, Australië en Maleisië. In 1993 publiceerde Pete Langford zijn memoires, Once a Knight: History of the Barron Knights.
In 2010 begonnen The Barron Knights aan hun ‘50th Anniversary Tour’, een reeks van 65 optredens ter gelegenheid van hun 50-jarig bestaan.

## Discografie (selectie)

### Singles
- 1962: Let's Face It (als the Barron Knights met Duke D'Mond)
- 1963: Jo-Anne (als the Barron Knights met Duke D'Mond)
- 1964: Comin' Home Baby (als the Barron Knights met Duke D'Mond)
- 1964: Call Up the Groups Parts 1 & 2 (als the Barron Knights met Duke D'Mond): 3 in Groot-Brittannië, 34 in Nederland
- 1964: Come to the Dance / Choose Me Tonight (als the Barron Knights met Duke D'Mond): 42 in Groot-Brittannië
- 1964: The House of Johann Strauss (als the Barron Knights met Duke D'Mond)
- 1965: Pop Go the Workers Parts 1 & 2 (als the Barron Knights met Duke D'Mond): 5 in Groot-Brittannië
- 1965: It Was a Very Good Year (als the Barron Knights met Duke D'Mond)
- 1965: Merry Gentle Pops Parts 1 & 2 (als the Barron Knights met Duke D'Mond): 9 in Groot-Brittannië
- 1966: Round the World Rhythm and Blues (als the Barron Knights met Duke D'Mond)
- 1966: Doing What She's Not Supposed to Do
- 1966: Under New Management Parts 1 & 2: 15 in Groot-Brittannië
- 1967: Lazy Fat People
- 1967: Here Come the Bees
- 1968: I Never Will Marry
- 1968: An Olympic Record Parts 1 & 2: 35 in Groot-Brittannië
- 1969: Love and the World Loves with You
- 1969: I've Got You Under My Skin (alleen in Australië)
- 1970: Traces
- 1971: Hey Ho! Europe
- 1971: Popumentary '71
- 1972: You're All I Need
- 1972: To the Woods
- 1973: Turning My Back on You
- 1973: Bottle on the Shelf (alleen in Australië en Nieuw-Zeeland)
- 1974: Hatters, Hatters (met Luton Town Squad)
- 1974: The Ballad of Frank Spencer
- 1977: Live in Trouble Parts 1 & 2: 7 in Groot-Brittannië
- 1978: Back in Trouble Again
- 1978: Get Down Shep
- 1978: A Taste of Aggro / Remember / Decimalization: 3 in Groot-Brittannië
- 1979: Boozy Nights (Boogie Nights)
- 1979: Food for Thought / Nanu Nanu: 46 in Groot-Brittannië
- 1979: The Topical Song / Farewell to Punk: 70 in de Verenigde Staten
- 1980: We Know Who Done It (Pt 1) (Cars)
- 1980: The Sit Song / Barron's Fun Forty: 44 in Groot-Brittannië
- 1980: Never Mind the Presents / The Swindon Cowboy: 17 in Groot-Brittannië
- 1981: Mr. Rubik
- 1981: Blackboard Jumble / Gobbledegook: 52 in Groot-Brittannië
- 1982: It Happened Down Under (alleen Australië)
- 1982: Du'Wot?
- 1983: Buffalo Bill's Last Scratch / Centrefold: 49 in Groot-Brittannië
- 1983: Full Circle
- 1984: Churchill Rap
- 1985: Mr. Bronski Meets Mr. Evans (I Feel Love)
- 1986: R-R-Rock Me Father Christmas
- 1986: California Girls (alleen Australië)
- 1986: Big Bad Bond (Big Bad John) (alleen Australië)
- 1989: Wot a Mix Up!
- 1999: The Golden Oldie Old Folks Home

### LP's
- 1964: Call Up the Groups:
  - Call Up the Groups / Don't Call Me / Skin / Jo-Anne / Duke of Earl / That's My Girl / Come Back / Talkin' Blues / What a Girl / Beetroot Song / Where Are You Going?
- 1966: The Barron Knights:
  - Big Girls Don't Cry / The Sphinx Won't Tell / Merry Minuet / She's a Woman / One Last Kiss / Round the World Rhythm & Blues / Mountain's High / With Her Head Tucked Underneath Her Arm / Knock Knock / In the Shelter of Your Arms / Let Her Go / She's the One
- 1967: Scribed:
  - A Place to Go / In the Night / Condemned / It's a Sin / Hey Dad / Big Man / There Instead of Here / Return My Love / Easily Pleased / Let's Call It a Day / Every Night / True
- 1978: Night Gallery (15 in de UK Albums Chart):
  - Get Down Shep / Air on a G String / Boozy Nights / Little White Bum / Lazy Fitter / The Big V-Asectomy / The Chapel Lead Is Missing / A Taste of Aggro / The Hand on the Ear Folk Song / Remember / Decimalization / Awful Séance / Boy Scouts out Camping / My Will
- 1979: Teach the World to Laugh (51 in de UK Albums Chart):
  - Food For Thought / Evolution / Telephone Line / Herbie the Head / The Fleetwood Bus / Mr. Tambourine Man / The Topical Song / Nanu Nanu / Arthur Clark / Preservation / Farewell to Punk / The Busker / Heavin' on a Jet Plane / Here Here
- 1980: Jesta Giggle (45 in de UK Albums Chart):
  - Never Mind the Presents / Oh Miami / M*A*S*H / Space Invaders / Mind De Doors / African Humoresque / The Sit Song / We Know Who Done It / The Swindon Cowboy / Hello Mother, Hello Father / Fads and Crazes / Barron's Fun 40 / It’s Hard to Be Humble

### Verzamel-cd’s
- 1999: The Barron Knights:
  - Call Up the Groups / Duke of Earl / Big Girls Don't Cry / Pop Go the Workers / Talking Blues / Big Man / What a Girl / Under New Management / Comin' home baby / She's a Woman / Skin / It Was a Very Good Year / Beetroot Song / Merry Gentle Pops
- 2001: Best Of The Barron Knights:
  - Cilla Black's Hat / Can Can / The Chapel Lead Is Missing / Battle of Agincourt / Sunday Shopping / Call Up the Groups (nieuwe versie) / Call Up The Groups (oude versie) / Pop Go the Workers / Merry Gentle Pops / Under New Management / An Olympic Record / Traces / I've Got You under My Skin
- 2004: Funny In The Head – The Best Of The Barron Knights:
  - A Taste Of Aggro / Get Down Shep / Heavin' on a Jet Plane / The Sit Song / Farewell to Punk / Food for Thought / Remember / Decimalization / Little White Bum / Funny in the Head / Du'Wot? / Buffalo Bill's Last Scratch / Live in Trouble / The Hand on the Ear Folk Song / The Big V-Asectomy / Telephone Line / The Chapel Lead Is Missing / Air on a G String / The Topical Song / Never Mind the Presents